# Lopezia concinna
Lopezia concinna là một loài thực vật có hoa trong họ Anh thảo chiều. Loài này được P.H. Raven mô tả khoa học đầu tiên năm 1977.